# Diatraea
Diatraea é um gênero de mariposa pertencente à família Crambidae.